# Monte Cassino
Monte Cassino (tudi Montecassino)  je 520 metrov visoka skalnata planina 130 kilometrov južno od Rima in 2 kilometra zahodno od mesta Cassino.

## Zgodovina

### Sveti Benedikt– opat na Monte Cassinu
Mladi Benedikt se je hotel po begu iz Rima posvetiti Bogu na kakem nedostopnem kraju. Najprej je postal predstojnik razvajenih menihov, ki so ga hoteli zastrupiti; nato mu je stregel po življenju sosednji duhovni sobrat; končno je zapustil ene samote, da bi našel bolj varno zatočišče kot sta bila Vicovaro in Subiaco. Po sili razmer se je torej ločil od ljubljenega kraja. Spremljali so ga nekateri najboljši menihi iz dvanajsterih samostanov, ki so še naprej hoteli živeti po njegovih pravilih. Tem svojim redovnikom je Benedikt postal »oče«. To namreč pomeni beseda grško-latinska beseda »abbas«, po slovensko »opat«.
Ustavil se je pod goro Cassino pri Neaplju. Tu so bivali še malikovalci, ki so v templju sredi loga darovali maliku Apolonu. Benedikt se je zgrozil nad tem početjem, razbil malika, podrl oltar, posekal log ter spremenil tempelj v cerkev ter pozidal poleg nje samostan, ki je postal najslavnejši in najmogočnejši v zgodovini krščanstva. Iz ostankov razvalin je najprej sezidal skromno bivališče za menihe, cerkvico svetega Martina Turskega za bogoslužje, iztrebil goščavo za vrt, ki ga je obdal s trdnim obzidjem.  
Samostan Montecassino velja za matično hišo benediktinskega reda in v nekem smislu vseh samostanov na krščanskem Zahodu. Stari viri postavljajo začetek Monotecassina v leto 529: ta letnica ima tudi simboličen pomen; tega leta je namreč bizantinski cesar Justinijan Veliki (527-565) dal zapreti zadnjo pogansko šolo v Atenah; Montecassino je tedaj zasvetil kot novo žarišče krščanske omike. Skupnost na Monte Cassinu je opat Benedikt vodil vse do svoje smrti, 547.
Sveti Benedikt Nursijski, utemeljitelj benediktincev (OSB), je na tem od sveta odmaknjenem gozdnatem hribu okrog 529 zgradil samostan, kjer je lahko živel s svojimi menihi v miru po načelu: Moli in delaj! Samostanu so se kmalu pridružili drugi – ali pa sprejeli za svoja Benediktova pravila - po celi Evropi in tako je postal v drugi polovici 8. stoletja središče verske obnove, ohranjevanja stare grške in rimske kulture, kakor tudi znanstvenega raziskovanja. Samostanska knjižnica se je takrat obogatila za mnogo dragocenih kodeksov in tudi rokopisov.

### Burna zgodovina
Že utemeljitelj pa je napovedal, da bo samostan večkrat porušen, kar se je kmalu tudi zgodilo. Samostan so zasedli in uničili Langobardi, pa Saraceni. Zadnjič se je to zgodilo ob koncu druge svetovne vojne.
Zaradi svojega strateškega položaja je bil skozi zgodovino samostan deležen hudih napadov. 581, ko je bil opat Bonit (Bonitus), so ga napadli Langobardi in ga razdejali, menihe pa pobili. Preživeli benediktinci so se rešili v Rim. Benediktove relikvije so prenesli v nov samostan v Franciji, Saint-Benoit-sur-Loire blizu Orleansa.
Samostan so obnovili 718 pod opatom Petronaksom (Petronax), ko je bil med menihi tudi Karloman, sin Karla Martela, kakor tudi Pavel Diakon, langobardski zgodovinar. 
884 so Saraceni napadli in požgali samostan, ter ubili tudi opata Bertarija (Bertharius). V 11. stoletju so samostan ponovno zgradili pod opatom Deziderijem (1058-1087), ki so ga proti njegovi volji kardinali postavili za papeža Viktorja. Pred protipapežem Klemenom se je moral iz Rima umakniti v svoji bolezni v montecassinsko zavetje, kjer je tudi umrl. 
Obnovljeno cerkev – ki so jo okrasili tedanji največji – tudi bizantinski – umetniki, je posvetil 1071 papež Gregor II.. Žal so osvajalci kmalu uničili večji del. 
1349 je opatijo uničil potres; po njeni obnovi je sledilo dolgo mirno obdobje. 1321 je papež Janez XXII. povzdignil montekasinsko cerkev v  stolnico.Veliki opat Monte Cassina je od tedaj obenem posvečeni škof tamkajšnje škofije. Samostan je posedoval ogromno kulturno dediščino, ki je opisana tridesetih let dvajsetega stoletja takole: 
Bramante (1444-1514) je ponovno zgradil samostan. Od marmorja bleščečo se cerkev je 1717 posvetil Benedikt XIII.. 1799 so opatijo francoski vojaki oropali, 1866 pa jo je italijanska vlada razglasila za kulturni narodni spomenik in je v njem trpela benediktince le za čuvaje. Knjižnica, ki vsebuje 55.000 zvezkov poseduje samo iz časa pred 14. stoletjem 800 kodeksov. V arhivu, kateremu komaj najdemo para v Evropi, čuvajo več kot 1000 papeških, cesarskih in kraljevskih listin. Stare kodekse in listine znanstveno preučujejo in jih tiskajo v lastni tiskarni. 1913 so beuronski benediktinci končali poslikavo spodnje cerkve in starega samostana s svojimi značilnimi, sodobnimi cerkvenimi poslikavami.

### Bitka za Monte Cassino
Med bitko za Monte Cassino (januar-maj 1944) je opatija sestavljala del 161 km (100 milj) dolge Gustavove črte, ki je označevala nemško obrambno črto, da bi zadržali napredovanje zaveznikov naprej v Italijo med drugo svetovno vojno. Raztezala se je od tirenske do jadranske obale in samostan je bil ena ključnih utrdb z nadzorom nad avtocesto 6 ter zaporo poti proti Rimu. 15. februarja 1944 je bila opatija skoraj popolnoma uničena zaradi niza težkih ameriških letalskih bombnih napadov. Bombardiranje so začeli zato, ker so dobivali od pehotnih enot veliko poročil, da Nemci zasedajo samostan; vsi bojevniki na terenu pa so imeli to za ključno opazovalno točko. 
 
Vsekakor pa med bombardiranjem v samostanu ni bilo nobenega Nemca. Poznejša preiskava je nedvomno ugotovila, da je bilo v samostanu ubitih 230 Italijanskih civilov, ki so iskali zatočišče v opatiji. 
 Šele po bombardiranju so samostanske razvaline zasedli nemški padalci (Fallschirmjäger) in jih uspešno branili, kajti ruševine so jim omogočale odlično obrambno zavetje. Krepko nadštevilčni Nemci so obdržali položaj vse do 17. maja 1944, ko so odbili štiri  glavne napade od novembra 1943 do maja 1944, zavezniških enot, ki so jih sestavljali vojaki iz Nove Zelandije, Britanske Indije in poljskega korpusa. Zavezniške sile so presekale črto med 11. In 17. majem. Poljski Podolijanski Uhlanski polk poljskega II. korpusa, ki mu je poveljeval general Władysław Anders, je izobesil poljsko zastavo nad ruševinami 18. maja 1944.  Pot do Rima je bila odprta. 
15. februarja 1944 so torej zavezniške čete, oziroma letalstvo ZDA – bombardirali samostan, ki so ga popolnoma uničili. Nepoškodovana je ostala le kripta z Benediktovim grobom. Tod je divjala torej ena najhujših bitk med zavezniki in nacističnimi okupatorji  v drugi svetovni vojni, v kateri je padlo mnogo vojakov na obeh straneh, vse do maja 1944, ko so hrib zasedli zavezniki. Pretresljiv pomnik tega časa je spomenik 1111-im poljskim prostovoljcem, ki so - med mnogimi drugimi - padli med tukajšnjimi boji.
Bombe so 1944 uničile večino umetniških zbirk, med drugim tudi dragocene Beuronske freske v kripti. Veliko dragocenih rokopisnih kodeksov so pravočasno rešili. Samostan in cerkev so benediktinci z velikimi napori obnovili; posvetil ga je 1964 Pavel VI..
Med obnavljanjem je samostanska knjižnica gostovala v »Papeški opatiji svetega Hieronima v mestu Rimu« 

## Slikovna galerija
- Galerija slik novejše zgodovine
- Nacistični vojaki divizije Fallschirm-Panzer-Division Hermann Göring pri prevažanju umetniških dragocenosti z opatom Gregorjem IV.
- Montecassino po bombnem napadu februarja 1944
- Nemški padalci med bitko za Montecassino
- A B-17 leteča trdnjava nad Monte Cassinom 15. februarja 1944
- Letalski pogled na porušeni samostan 1944
- Montecassino danes s poljskim spominskim pokopališčem v ospredju

## Znamenite osebnosti
- Sveti Benedikt – utemeljitelj samostana
- Sveta Sholastika – njegova sestra
- Pavel Diakon (Paulus Diaconus) – langobardski zgodovinar
- Blaženi Viktor III. obnovitelj samostana, znan kot opat Deziderij (Desiderius)
- papež blaženi Urban V., rojen kot Guillaume de Grimoard (opat 1366-1369)
- Luigi Tosti (1811-1897)